# 小向駅

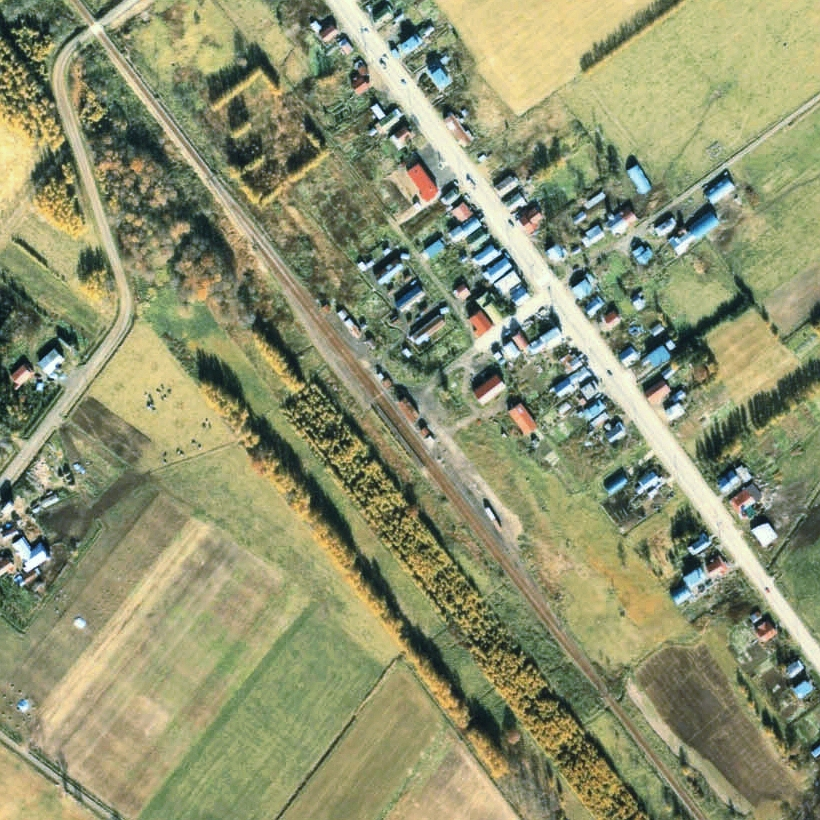
1978年の小向駅と周囲約500m範囲。右下が遠軽方面。貨物取扱廃止になる直前の姿。相対式ホーム2面2線と駅舎横の遠軽側に貨物ホームと引込み線。かつては駅裏にストックヤードがあって貨物が野積みされていたが、既に使用されなくなって久しい様で、防風雪林が植栽されている。貨物ホームの方も殆んど利用されていない。

小向駅（こむかいえき）は、かつて北海道（網走支庁）紋別市小向に設置されていた北海道旅客鉄道（JR北海道）名寄本線の駅（廃駅）である。事務管理コードは▲122120。

## 歴史
- 1921年（大正10年）3月25日 - 鉄道省名寄東線の中湧別 - 興部間の開通に伴い開業[1]。一般駅[1]。
- 1923年（大正12年）11月5日 - 路線名を名寄本線に改称、それに伴い同線の駅となる。
- 1949年（昭和24年）6月1日 - 日本国有鉄道に移管。
- 1978年（昭和53年）12月1日 - 貨物・荷物の取り扱いを廃止[1][4]。同時に改札・出札業務を停止し、旅客業務について無人化[5]。但し、運転要員は継続配置[6]。乗車券は簡易委託化。
- 1986年（昭和61年）11月1日 - 出札を再開。
- 1987年（昭和62年）4月1日 - 国鉄分割民営化により、JR北海道に継承[1]。
- 1989年（平成元年）5月1日 - 名寄本線の全線廃止に伴い、廃駅となる[1][注 1]。

### 駅名の由来
所在した地名より。コムケ湖のアイヌ語名の「コㇺケト」の前半部に「小向（こむけ）」と当て字したもので、その後「こむかい」と読みが変化した。

## 駅構造
廃止時点で、相対式ホーム2面2線を有する地上駅で、列車交換が可能な交換駅であった。互いのホームは、駅舎側ホーム北側と島式ホーム北側を結んだ構内踏切で連絡した。駅舎側ホーム（北西側）が下りの1番線、対向ホームが上りの2番線となっていた。そのほか1番線の遠軽方から分岐し駅舎南東側のホーム切欠き部分の貨物ホームへの貨物側線を1線有していた。
職員配置駅となっており、駅舎は構内の北東側に位置し下り線ホーム中央部分に接していた。営業末期に出札を再開するまで、長らく無人駅扱いの運転取扱い要員のみが配置された駅であり、乗車券は簡易委託化されていた時期があった。

## 利用状況
乗車人員の推移は以下のとおり。年間の値のみ判明している年については、当該年度の日数で除した値を括弧書きで1日平均欄に示す。乗降人員のみが判明している場合は、1/2した値を括弧書きで記した。
| 年度               | 乗車人員 | 乗車人員 | 出典  | 備考 |
| 年度               | 年間     | 1日平均  | 出典  | 備考 |
| ------------------ | -------- | -------- | ----- | ---- |
| 1978年（昭和53年） |          | 21       | [ 9 ] |      |

## 駅周辺
- 国道238号（オホーツク国道）[10]
- 小向郵便局
- 紋別市立小向小学校
- 畑作研究センター
- コムケ原生花園[10]
- コムケ湖 - 駅から東に約1.3km[8]。
- 北紋バス・北海道北見バス「小向」停留所

## 駅跡

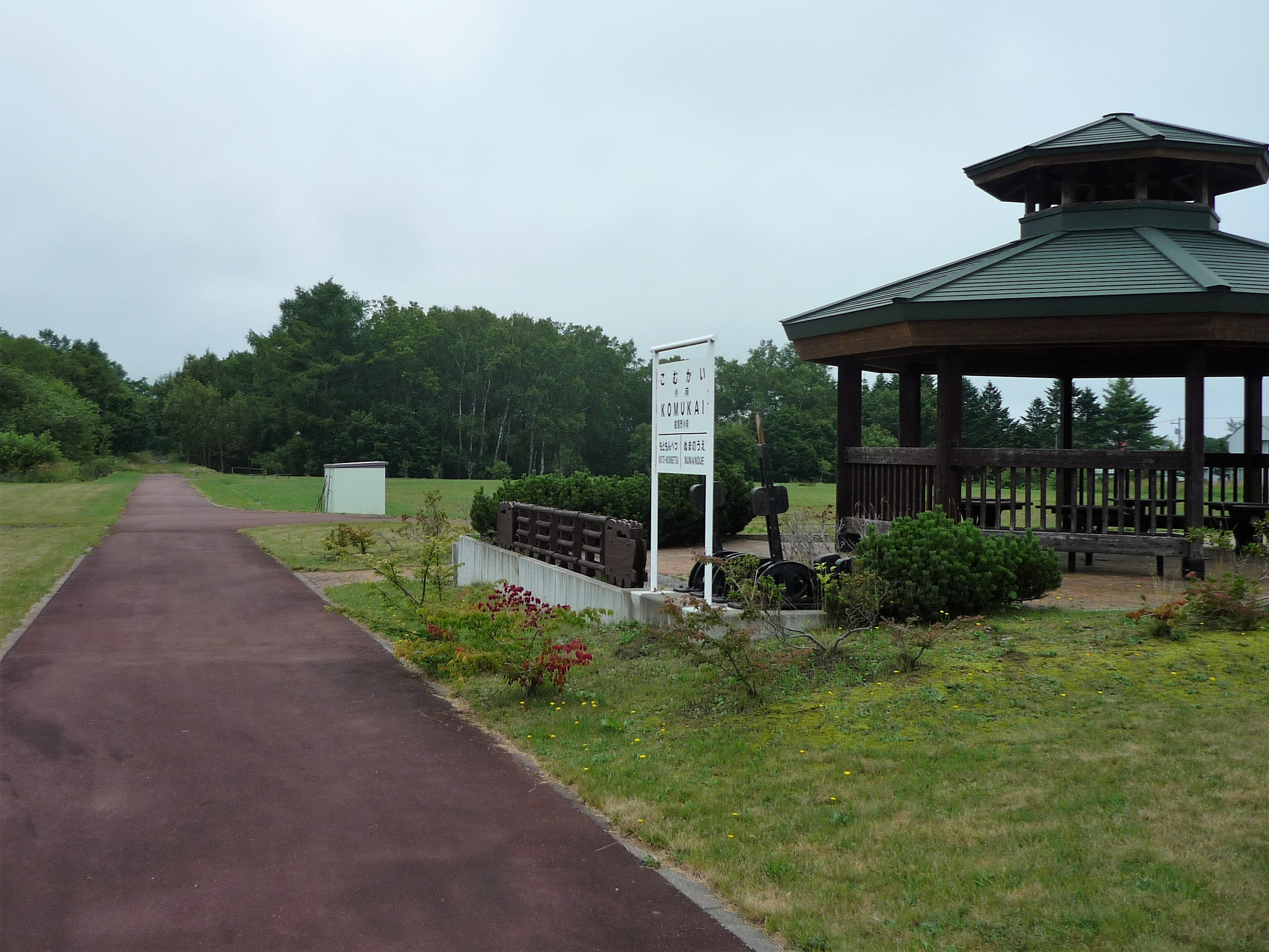
駅跡（2018年8月）

廃駅後、しばらくは空き地となっていたが、2001年（平成13年）時点では「紋別市小向農業公園」として整備されていた。公園名が記載された看板が切符の形をしており、駅があったことを伝えていた。2011年（平成23年）時点でも同様であったが、駅舎があった位置にレプリカの駅名標と模擬のホームが作られ、転轍てこも設置されていた。名寄方から当駅跡への線路跡は、未舗装の道路となっていた。
小向駅前後の区間では旭川紋別自動車道の機能の一部を当面代替させる国道238号紋別防雪事業が進められている（2024年度全線開通予定）。冬季に吹雪による通行規制が多く発生しており、追突事故や正面衝突事故を多く誘発していることから、旧名寄本線の防雪林を活用して道路防雪林の設置が行われる。

## 隣の駅
北海道旅客鉄道
名寄本線
一本松駅 - 小向駅 - 弘道駅